# Noumenia

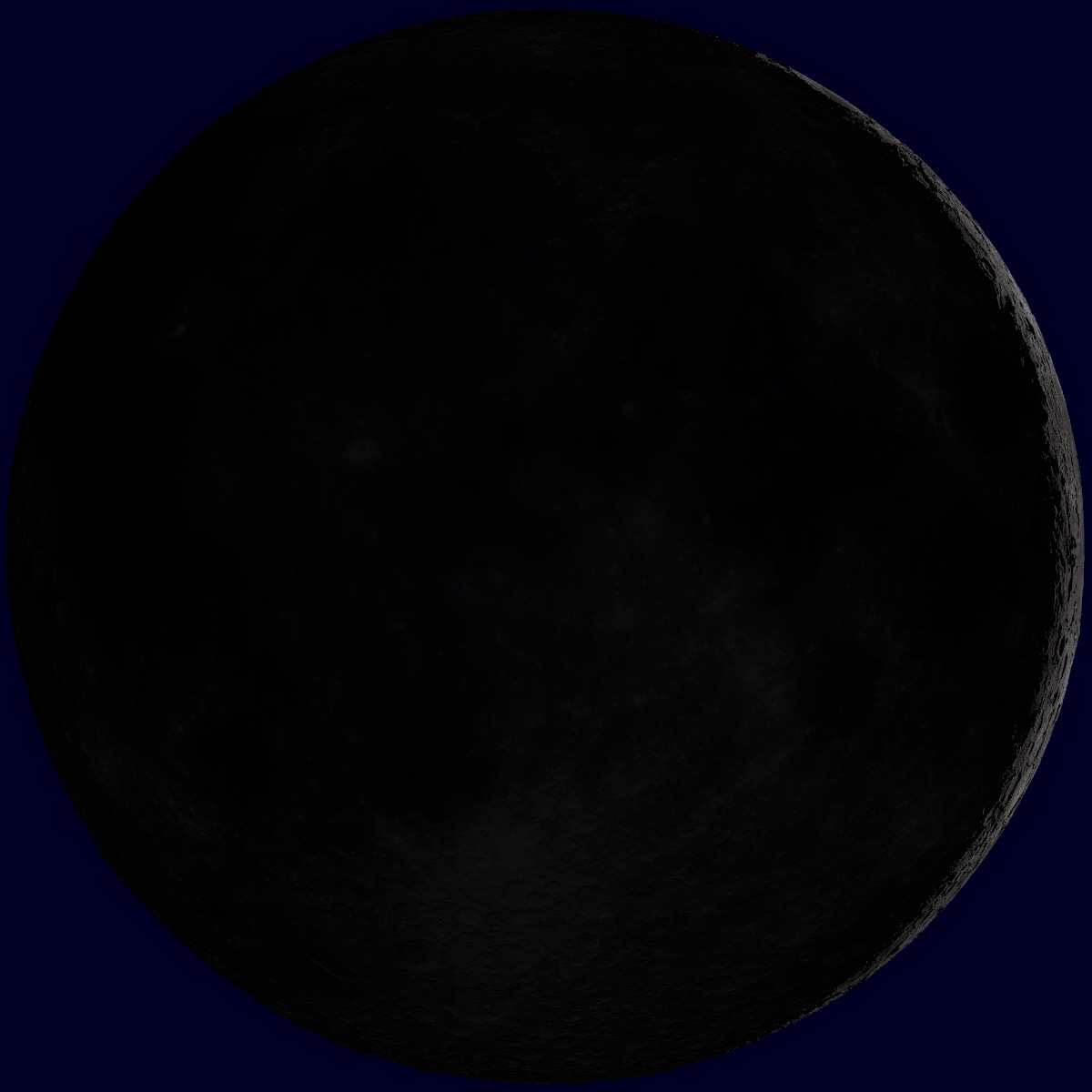
Imagem da Lua

A Noumenia, Numênia ou Neomênia (em grego clássico: Νουμηνία, lit.: lua nova) é o primeiro dia do mês lunar e também uma observância religiosa na Atenas Antiga e em grande parte da Grécia (conferir Calendário ático).

## História
As palavras gregas ὁ μήν (o mês) e ἡ μήνη (a lua) são ambas tradicionalmente construídas da raiz protoindo-europeia *meH-, que significa "mensurar". Em alguns calendários antigos, o novo mês (ὁ νέος μήν) começava com a lua nova (ἡ νέα μήνη), expressões que fornecem a etimologia do termo noumenia ou neomênia, significando simultaneamente o dia da lua nova e primeiro dia do mês.
A Noumenia era marcada quando a primeira lasca da lua estava visível, e realizada em homenagem a Selene, Apolo Numênio, Héstia e os outros deuses domésticos helênicos. A Noumenia também era o segundo dia de uma celebração familiar de três dias realizada em cada mês lunar; O Deipnon de Hécate ocorre no último dia antes da primeira lasca da lua visível e é o último dia de um mês lunar, e então a Noumenia marca o primeiro dia de um mês lunar, seguido pelo Agathos Daimon ("Bons Espíritos") no segundo dia do mês lunar.

### Como celebrada em Atenas
A Noumenia foi considerada, nas palavras de Plutarco, "o mais sagrado dos dias" e nenhuma outra festa religiosa era permitida a infringir este dia, nem reunião governamental alguma era marcada para ocorrer na Noumenia. As dozes numênias do ano formavam um grupo homogêneo em sua identidade e observância estrita. Era um dia de relaxamento e festa para os cidadãos atenienses, em casa, ou para os homens, como com a fraternidade simposiasta relatada por Lísias ("neomeniastas", νουμηνιασταί). Teofrasto alude a um banquete com a expressão "partilhar/participar da Noumenia" (Caracteres, 4.12) e Píndaro na Quarta Nemeia afirma: "meu coração é transportado como se pelo mágico deleite da Noumenia". Uma das práticas religiosas particularmente associada era a colocação de incenso em estátuas de deuses. Aristófanes associa também o dia com as competições de luta livre da palestra. Uma feira mensal de caráter secular ocorria no dia com venda de animais e escravos (conforme relato de Aristófanes), pois no dia anterior dívidas eram coletadas, e um escravo comprado nesse dia poderia ser chamado de Numênio (Noumenios).
Era celebrada por um ritual público na Acrópole e por ofertas privadas de olíbano, guirlandas de flores, vinho e bolos de cevada colocados em altares domésticos e santuários domésticos de Hécate e Hermes, que haviam sido limpos no dia anterior como parte do Deipnon.
Os rituais oficiais de Estado para esse dia incluíam pequenas oferendas a deuses e deusas tidos como protetores de Atenas, como Atenas Polias e Posídon, mas o mais importante era feito para a serpente guardiã da cidade, chamado de "Epimenia" por Heródoto e Hesíquio. A cobra era mantida no Erecteion, um templo que abriga a estátua de culto de Atena Polias, a marca do Tridente de Posídon Erecteu e a fonte salgada, a oliveira sagrada que brotou quando Atena atingiu a rocha com sua lança e os locais de enterro dos dois primeiros reis de Atenas, Cécrops e Erecteu. A cobra era considerada o espírito vivo do Rei Cécrops.
Marino, em Vida de Proclo, relata que seu mestre Proclo tinha grande devoção pela Noumenia no século V: "Durante o primeiro dia do mês lunar, ele ficava sem comer, mesmo sem ter comido na noite anterior; e ele também celebrava a Lua Nova em grande solenidade e com muita santidade". É relatado também que Siriano celebrava a deusa-lua em seu aparecer, surpreendendo-se ao se deparar que o jovem Proclo também o fazia, quando do primeiro encontro entre eles em Atenas:
"Embora [Proclo] tenha sido ansiosamente convidado pelos professores de eloquência, como se tivesse vindo com esse propósito, ele desprezou as teorias e métodos oratórios. O acaso o levou a ouvir primeiro Siriano, filho de Filoxeno, em cuja palestra esteve presente Lacares, que era profundamente versado nas doutrinas dos filósofos, e na época era um assíduo ouvinte do filósofo, embora sua arte em sofística tanto excitasse admiração como Homero na poesia. Aconteceu que era tarde do crepúsculo, e o sol estava se pondo durante a conversa, e a lua tinha acabado de fazer sua primeira aparição, após partir de sua conjunção com o sol. Para poderem adorar a deusa sós e vagarosamente, procuraram despedir o jovem que para eles era um estranho. Mas, após ter dado apenas alguns passos da casa, Proclo―ele também vendo a lua deixando sua casa celestial―parou em seu caminho, desamarrou seus sapatos, e à vista deles adorou a deusa. Atingido pela ação livre e arrojada do jovem, Lacares disse então a Siriano esta admirável expressão de Platão sobre os gênios: "Eis aqui um homem que será um grande bem, ou o contrário!". Tais são os presságios―para mencionar apenas alguns deles―que os deuses enviaram ao nosso filósofo assim que ele chegou a Atenas."

### Outras cidades gregas
De acordo com Heródoto, em Esparta, carne, farinha de cevada e vinho eram distribuídos aos cidadãos pelos reis na Noumenia.
Em Ólbia Pôntica, uma associação de neomeniastas honrava a Apolo Numênio no dia, conforme atesta um fragmento com o termo Νεομηνιαστέων.